# McLaren MP4-25
A McLaren MP4-25 egy Formula–1-es versenyautó, amit a McLaren tervezett a 2010-es idényre. 2010. január 29-én, a csapat főszponzora, a Vodafone newbury-i székhelyén mutatták be a Ferrari után a McLaren volt a második csapat, amely bemutatta 2010-es autóját, az MP4-25-öt. A finn Heikki Kovalainen távozott egy év után a csapattól és érkezett a tavalyi szezon világbajnoka, Jenson Button a Brawn GP-től, míg Lewis Hamilton maradt a csapatnál. Button tavaly, Hamilton 2008-ban volt világbajnok, így 1989 óta először fordult elő, hogy a két legutóbbi év bajnoka egyazon csapatnál versenyez. Huszonegy évvel ezelőtt szintén a McLaren tudhatta kötelékében Alain Prostot és Ayrton Sennát.

## Bemutató
Az új Ferrari bemutatása után egy nappal a McLaren-Mercedes is lerántotta a leplet az MP4-25-ről. A csapat főszponzora, a Vodafone newbury-i székhelyén megtartott prezentáción először állt egymás mellett a csapat két versenyzője, a világbajnoki címvédő Jenson Button, valamint Lewis Hamilton.
A bemutatón Martin Whitmarsh csapatvezető mellett megjelentek a technikai fejlesztésekért felelős vezetők, így Jonathan Neale és Patrick Lowe is. Úgy volt, hogy a Mercedes részéről Norbert Haug is ellátogat Newburybe, ám a stuttgarti gyártó motorsportfőnöke megfázott, elment a hangja, ezért előző este kénytelen volt lemondani a részvételét.

## Tervezés
A szabályváltozások miatt dupla akkora méretű benzintankot (legalább 230 literest) kellett beépíteni a kocsiba, emiatt hosszabb lettek az autó. Az első futóműnél a Brawn 2009-es megoldását másolták le, az alsó lengőkarba integrálták a kormányösszekötőt, ami az orrkúp alján jóval több helyet igényel, így nem hozták közelebb a bekötési pontokat és nem tettek az orrkúp tetejére semmilyen látványos kitüremkedést. Az első szárny a szokásos McLaren-féle sokelemű szárnylapot alkalmazta, új, többlépcsős szárnyvéglapokkal és egy belső terelőlemezzel. A magasra emelt orr alatt egy másik újdonság volt, egy légterelő-megoldás, amely az orr alatt beáramló levegő felső részét először lemetszi az alsóról, majd két oldalra kitolja. A kamera rögzítési pontok ennek a megoldásnak a folytatásaiként, a szárnytartók külső oldalán helyezkednek el.

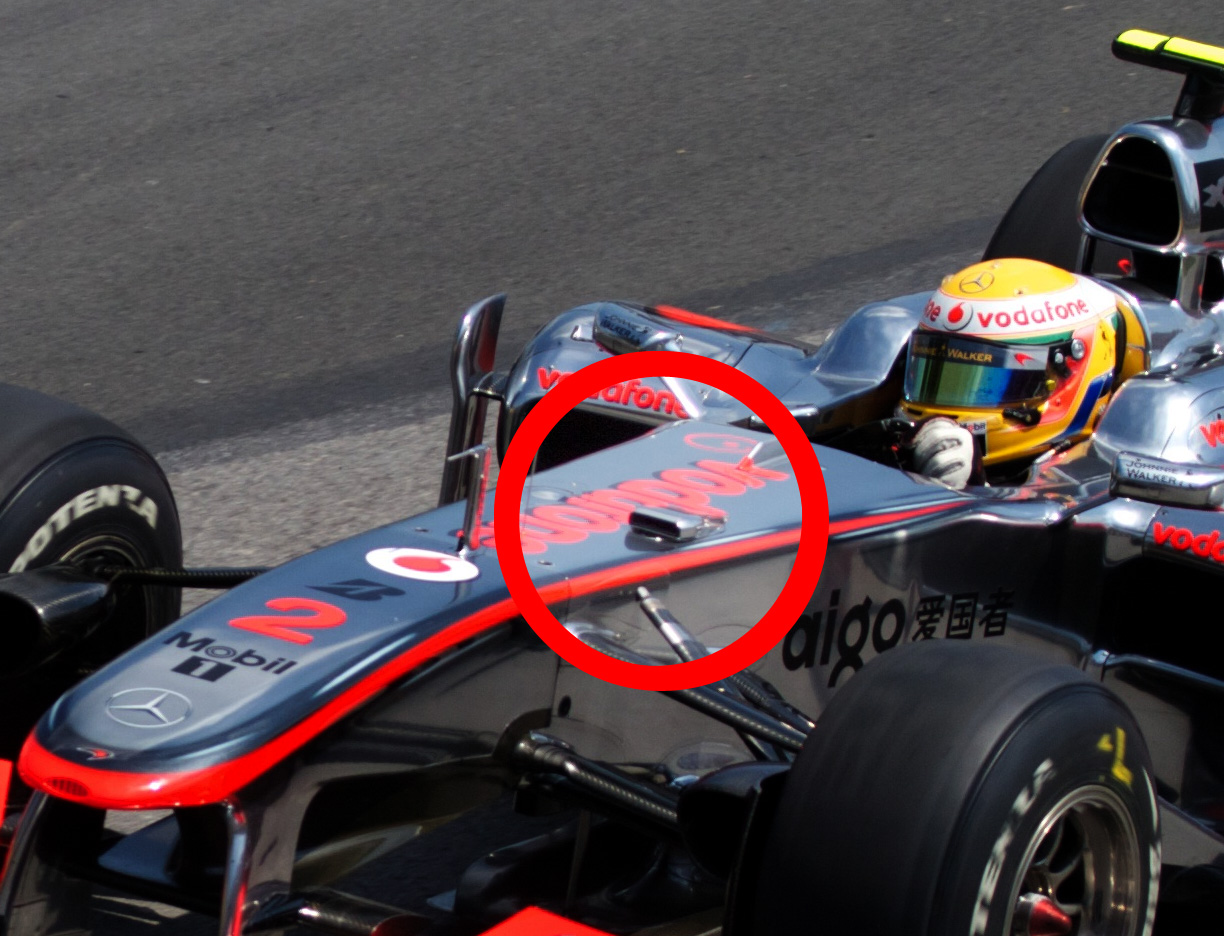
Az MP4-25 F-csatorna kialakításá Hamilton autóján.

Az oldaldobozok a 2009-es modell továbbfejlesztései, szögletesebb, előrenyilazott beömlőnyílásokkal, és Brawn-stílusú alávágással. Maga a hűtőborítás jóval meredekebben lejt hátrafelé, mint a Ferrarié, elképesztően kicsire csomagolták a hűtőt, a motor körüli berendezéseket és a kipufogót. Maga a kipufogó sokkal hátrébb is végződik, mint a Ferrarié, és szinte függőleges lemezből bukkan elő. Ez volt az egyik leglátványosabb elem a kocsi újításai közül. A hűtés néhány elemét a motorburkolat felső meghosszabbításába tették. Ezt a részt a pilóta feje mögött-felett található rész táplálja levegővel. A túlélőcella tetején lévő háromszögletű nyílás, ami eddig csak a motort látta el levegővel, most két részre oszlik, egy lemez a felső részt már a nyílásnál leválasztja, ez a felső levegő fut hátra a cápauszonyba, hogy aztán a hátsó szárny alsó eleme felett egy szögletes nyíláson távozzon az autóból. Ám a sofőr feje mögött még egy nyílást láthatunk, ami eddig egy nyitott megoldással a levegőt oldalra terelte, most egy zárt csövet képez, azaz ez a levegő is hűtési célt szolgált.  A hátsó felfüggesztéshez tolórudas (pushrod) megoldást alkalmaztak.
A legvitatottabb megoldás az autón kétségtelenül az úgynevezett F-csatorna volt, mely az autó elején, a Vodafone-logó F-betűjénél volt látható, innen kapta a nevét. Ezen a kis csatornácskán is beáramlott a levegő, egyenesen a hátsó szárnyakhoz. Ha a csatornában lévó levegő nyomását megváltoztatták, az számottevő gyorsuláshoz vezetett. Ezt a pilóta a bal lábánál lévő kis lyukra helyezett lábbal tudta befolyásolni. Mivel ez nem mozgó aerodinamikai alkatrész volt, ezért a szabályok szerint nem is volt tiltott. A Red Bull Racing mindazonáltal óvást jelentett be az F-csatorna ellen, annak balesetveszélyességére hivatkozva, de nem tiltották meg abban az idényben a használatát.

## Eredmények
(Táblázat értelmezése)

(Félkövér: pole-pozícióból indult; dőlt: leggyorsabb kört futott) 

| Év   | Csapat                    | Motor               | Gumi | Versenyzők | 1   | 2   | 3   | 4   | 5    | 6   | 7   | 8   | 9   | 10  | 11  | 12  | 13  | 14  | 15  | 16  | 17  | 18  | 19  | Pont | Helyezés |
| ---- | ------------------------- | ------------------- | ---- | ---------- | --- | --- | --- | --- | ---- | --- | --- | --- | --- | --- | --- | --- | --- | --- | --- | --- | --- | --- | --- | ---- | -------- |
| 2010 | Vodafone McLaren Mercedes | Mercedes FO 108X V8 | B    |            | BHR | AUS | MAL | MAL | ESP  | MON | TUR | CAN | EUR | GBR | GER | HUN | BEL | ITA | SIN | JPN | JPN | BRA | UAE | 454  | 2.       |
| 2010 | Vodafone McLaren Mercedes | Mercedes FO 108X V8 | B    | Button     | 7   | 1   | 8   | 1   | 5    | Ki  | 2   | 2   | 3   | 4   | 5   | 8   | Ki  | 2   | 4   | 4   | 12  | 5   | 3   | 454  | 2.       |
| 2010 | Vodafone McLaren Mercedes | Mercedes FO 108X V8 | B    | Hamilton   | 3   | 6   | 6   | 2   | 14 † | 5   | 1   | 1   | 2   | 2   | 4   | Ki  | 1   | Ki  | Ki  | 5   | 2   | 4   | 2   | 454  | 2.       |

- † – Nem fejezte be a futamot, de rangsorolva lett, mert teljesítette a versenytáv 90%-át.